# Laurence Broderick
Laurence Broderick, född 18 juni 1935 i Bristol, död 18 april 2024 i Waresley, Cambridgeshire, var en brittisk skulptör. Han är mest känd för sitt offentliga verk The Bull som uppfördes 2003. Verket är ca 4,5 meter långt, 190 cm högt, och väger över 6 ton. The Bull finns vid shoppingcentret "The Bull Ring" i Birmingham. Hans verk består till stor del av figurativa skulpturer i sten och brons.   
Laurence Broderick studerade målning, illustration och skulptur under Ray Millard och Geoffrey Deeley vid Regent Street Polytechnic från 1952 till 1957, och med Sidney Harpley och Keith Godwin vid Hammersmith School of Art från 1964 till 1965. Broderick började sin konstnärliga karriär som historisk och pedagogisk illustratör och målare. Han undervisade i konst vid Haberdashers' Aske's School i Cricklewood från 1959 och Elstree från 1961, och var skolans konstnärliga ledare från 1965 till 1981. Han fortsatte att arbeta som konstnär och skulptör under denna period och blev skulptör på heltid 1981. Broderick arbetade övervägande i sten, och modellerade i lera, gips och vax för sina gjutningar i brons. Broderick var medlem i Royal British Society of Sculptors och Royal Society of Arts.

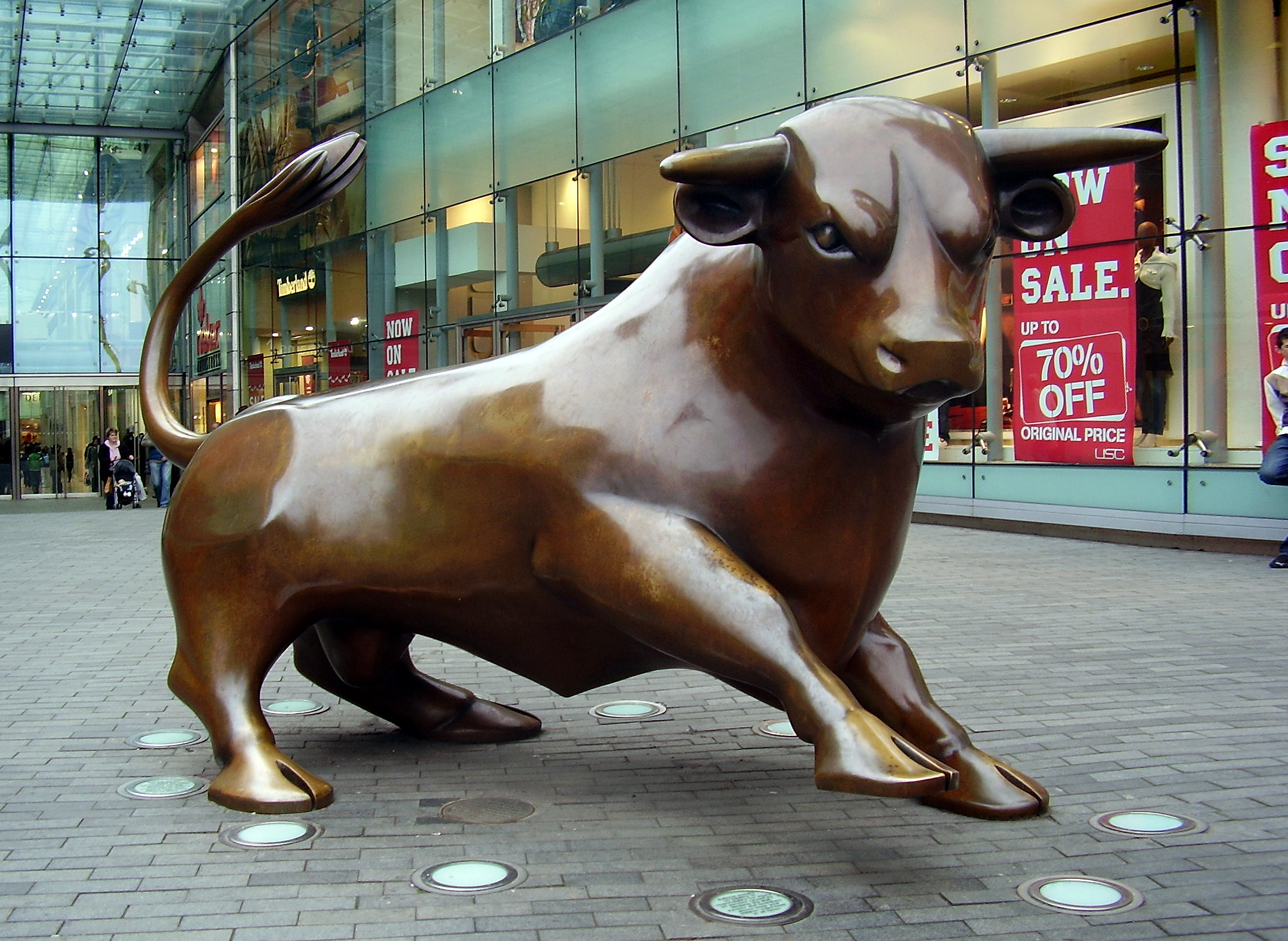
The Bull.